# Liste von Schiffen der Marine der Republik China

Dienstflagge der Seestreitkräfte

Diese Liste enthält Kriegsschiffe der Marine der Republik China.
Die Liste ist nach Schiffstypen und -klassen geordnet, hinter deren Namen jeweils eine Schiffsliste dieser Klasse folgt. Frühere Namen und Kennungen sind in Klammern hinter die gültigen Namen und Kennungen in der Klasse gesetzt.
In Dienst befindliche Schiffstypen und -klassen bzw. Einheiten sind blau unterlegt.

## Überwasser-Kampfschiffe

### Kreuzer
| Kreuzer         | Kreuzer | Kreuzer                         | Kreuzer             | Kreuzer             | Kreuzer |
| Klasse          | Schiffe | Schiffe                         | Schiffe             | Typ                 | Bild    |
| Klasse          | Kennung | Name                            | Dienstzeit00        | Typ                 | Bild    |
| --------------- | ------- | ------------------------------- | ------------------- | ------------------- | ------- |
| Hai-Yung-Klasse |         | Hai Yung Hai Chou Hai Shen      | 1898–1937           | Geschützter Kreuzer |         |
| Hai-Chi-Klasse  |         | Hai Chi (海圻)                  | 1899–1937           | Geschützter Kreuzer |         |
| Chao-Ho-Klasse  |         | Chao Ho (肇和) Ying Rui (應瑞)  | 1912–1937 1911–1937 | Geschützter Kreuzer |         |
| Ning-Hai-Klasse |         | Ning Hai (甯海) Ping Hai (平海) | 1932–1937 1936–1937 | Leichter Kreuzer    |         |
| Arethusa-Klasse |         | Chung King (ex-HMS Aurora)      | 1948–1949           | Leichter Kreuzer    |         |

### Zerstörer
| Zerstörer              | Zerstörer | Zerstörer | Zerstörer | Zerstörer           | Zerstörer    |
| Klasse                 | Schiffe | Schiffe | Schiffe | Typ                 | Bild         |
| Klasse                 | Kennung | Name | Dienstzeit00 | Typ                 | Bild         |
| ---------------------- | --- | --- | --- | ------------------- | ------------ |
| Kagerō-Klasse          | DD-12 | Tan Yang (丹陽) (ex-Yukikaze) | 1947–1971 | Zerstörer           |              |
| Akizuki-Klasse         | | Fen Yang (ex-Yoizuki) | 1947–1963 | Zerstörer           | Beispielbild |
| Benson-Klasse          | DD-15 | Han Yang (ex-USS Hilary P. Jones DD-427) | 1954–1974 | Zerstörer           |              |
| Gleaves-Klasse         | DD-16 0 DD-17 0 DD-16 | Hsien Yang (ex-USS Rodman DD-456) Nan Yang (ex-USS Plunkett DD-431) Hsien Yang (ex-USS Macomb DD-458) | 1955–1969 0 1959–1975 0 1970–1974 | Zerstörer           |              |
| Fletcher-Klasse        | DD-18 0 DD-19 0 DD-8 0 DD-9                                                                                              | An Yang (安陽) (ex-Kimberly DD-521) Kun Yang (昆陽) (ex-Yarnall DD-541) Kwei Yang (貴陽) (ex-Twining DD-540) Qing Yang (慶陽) (ex-Mullany DD-528) | 1967–1999 0 1968–1999 0 1971–1999 0 1971–1988 | Zerstörer           |              |
| Allen-M.-Sumner-Klasse | DD-1 0 DD-2 0 DD-3 0 DD-5 0 DD-6 0 DD-10 0 DD-14 0 DD-17                                                                 | Xiang Yang (襄陽) (ex-Brush DD-745) Heng Yang (襄陽) (ex-Samuel N. Moore DD-747) Hua Yang (華陽) (ex-Bristol DD-857) Yue Yang (岳陽) (ex-Haynsworth DD-700) Hui Yang (惠陽) (ex-English DD-696) Po Yang (鄱陽) (ex-Maddox DD-731) Luo Yang (洛陽) (ex-Taussig DD-746) Nan Yang (南陽) (ex-John W. Thomason DD-760) | 1969–1984 0 1970–1994 0 1969–1994 0 1970–1999 0 1971–1999 0 1972–1984 0 1975–2000 0 1975–2000                                                                         | Zerstörer           |              |
| Gearing-Klasse         | DD-7 0 DD-11 0 DD-912 0 DD-915 0 DD-920 0 DD-921 0 DD-923 0 DD-924 0 DD-925 0 DD-926 0 DD-927 0 DD-928 0 DD-929 0 DD-930 | Fu Yang (富陽) (ex-USS Ernest G. Small DD-838) Dang Yang (當陽) (ex-USS Lloyd Thomas DD-764) Chien Yang (建陽) (ex-USS James E. Kyes DD-787) Han Yang (汉阳) (ex-USS Herbert J. Thomas DD-833) Lai Yang (萊陽) (ex-USS Shelton DD-790) Liao Yang (遼陽) (ex-USS Hanson DD-832) Shen Yang (ex-USS Power DD-839) Kai Yang (开阳) (ex-USS Richard B. Anderson DD-786) Te Yang (德陽) (ex-USS Sarsfield DD-837) Sheui Yang (綏陽) (ex-USS Leonard F. Mason DD-852) Yun Yang (雲陽) (ex-USS Hamner DD-718) Chen Yang (正陽) (ex-USS Johnston DD-821) Shao Yang (邵陽) (ex-USS Hollister DD-788) Tszi Yang (資陽) (ex-USS Hawkins DD-873) | 1971–1999 0 1972–1999 0 1973–2004 0 1975–1999 0 1973–1999 0 1973–2004 0 1978–2006 0 1977–1999 0 1978–2005 0 1978–2000 0 1981–2003 0 1981–2003 0 1984–2004 0 1983–1998 | Zerstörer           |              |
| Kee-Lung-Klasse        | DDG-1801 0 DDG-1802 0 DDG-1803 0 DDG-1805                                                                                | Kee Lung (基隆) (ex-USS Scott DDG-995) Su Ao (蘇澳) (ex-USS Callaghan DDG-994) Tso Ying (左營) (ex-USS Kidd DDG-993) Ma Kong (馬公) (ex-USS Chandler DDG-996) | seit 17. Dezember 2005 0 seit 17. Dezember 2005 0 seit 2006 0 seit 2006                                                                                               | Lenkwaffenzerstörer |              |

### Fregatten
| Fregatten                                     | Fregatten                                                                                   | Fregatten | Fregatten | Fregatten                                        | Fregatten    |
| Klasse                                        | Schiffe                                                                                     | Schiffe | Schiffe | Typ                                              | Bild         |
| Klasse                                        | Kennung                                                                                     | Name | Dienstzeit00 | Typ                                              | Bild         |
| --------------------------------------------- | ------------------------------------------------------------------------------------------- | --- | --- | ------------------------------------------------ | ------------ |
| Etorofu-Klasse 0 Mikura-Klasse 0Hiburi-Klasse |                                                                                             | Gu An (ex-Oki) Lin An (ex-Tsushima)Zheng An (ex-Yashiro)Hui An (ex-Shisaka) | | Kaibōkan                                         | Beispielbild |
| Hunt-Klasse                                   |                                                                                             | Lin Fu (ex-HMS Mendip) | 1947–1949 | Geleitzerstörer                                  | Beispielbild |
| Evarts-Klasse                                 | F-21 0 F-22                                                                                 | Tai Kang (ex-USS Wyffels DE-6) Tai Ping (ex-USS Decker DE-47) | | Geleitzerstörer                                  | Beispielbild |
| Cannon-Klasse                                 | F-23 0 F-24 0 F-25 0 F-26                                                                   | Tai He (ex-USS Thomas DE-102) Tai Cang (太倉) (ex-USS Botswick DE-103) Tai Hu (太湖) (ex-USS Breeman DE-104) Tai Zhao (太昭) (ex-USS Carter DE-112) | 1948–1972 0 1948–1972 0 1948–1972 0 1948–1973 | Geleitzerstörer                                  |              |
| Rudderow-Klasse                               | F-27                                                                                        | Tai Yuan (太原) (ex-USS Riley DE-579) | 1968–1992 | Geleitzerstörer                                  |              |
| Chi-Yang-Klasse                               | FFG-932 0 FFG-933 0 FFG-934 0 FFG-935 0 FFG-936 0 FFG-937 0 FFG-938 0 FFG-939 0             | Chi Yang (ex-USS Robert E. Peary FF-1073) Fong Yang (ex-USS Brewton FF-1086) Fen Yang (汾陽) (ex-USS Kirk FF-1087) Lan Yang (ex-USS Joseph Hewes FF-1078) Hai Yang (ex-USS Cook FF-1083) Hwai Yang (ex-USS Barbey FF-1088) Ning Yang (ex-USS Aylwin FF-1081) Yi Yang (ex-USS Valdez FF-1096) | 1993–2015 0 seit 1993 0 seit 1993 0 1995–2025 0 1995–2015 0 seit 1995 0 seit 1995 0 seit 1999 0                                                                             | Fregatte                                         |              |
| Cheng-Kung-Klasse                             | PFG-1101 PFG-1103 PFG-1105 PFG-1106 PFG-1107 PFG-1108 PFG-1109 PFG-1110 PFG-1112 0 PFG-1115 | Cheng Kung (鄭成功) Cheng Ho (鄭和) Chi Kuang (戚繼光) Yueh Fei (岳飛) Tzu I (郭子儀) Pan Chao (班超) Chang Chien (張騫) Tian Dan (田單) Ming Chuan (ex-USS Taylor FFG-50) Feng Jia (ex-USS Gary FFG-51)                                                                                     | seit Mai 1993 seit März 1994 seit März 1995 seit Februar 1996 seit Januar 1997 seit Dezember 1997 seit Dezember 1998 seit März 2004 seit November 2018 0 seit November 2018 | Fregatte                                         |              |
| Kang-Ding-Klasse                              | FFG-1202 FFG-1203 FFG-1205 FFG-1206 FFG-1207 FFG-1208                                       | Kang Ding (康定) Si Ning (西寧) Wu Chang (武昌) Di Hua (迪化) Kun Ming (昆明) Chen De (承德) | seit Mai 1996 seit Oktober 1996 seit Dezember 1997 seit August 1997 seit Februar 1997 seit März 1998                                                                        | Leichte Mehrzweckfregatte                        |              |
| New Generation Light Frigate                  |                                                                                             | 2 Einheiten im Bau 10 weitere Einheiten geplant | | Leichte LenkwaffenfregatteLeichte U-Jagdfregatte |              |

### Korvetten und Schnellboote
| Korvetten und Schnellboote | Korvetten und Schnellboote                                                                    | Korvetten und Schnellboote | Korvetten und Schnellboote                                                                                               | Korvetten und Schnellboote | Korvetten und Schnellboote |
| Klasse                     | Schiffe                                                                                       | Schiffe | Schiffe | Typ                        | Bild                       |
| Klasse                     | Kennung                                                                                       | Name | Dienstzeit00 | Typ                        | Bild                       |
| -------------------------- | --------------------------------------------------------------------------------------------- | --- | --- | -------------------------- | -------------------------- |
| S7-Klasse                  |                                                                                               | Yue-22 (岳-22) Yue-253 (岳-253) Yue-371 (岳-371) | 1937–1938 1937–1945 | Schnellboot                | Beispielbild               |
| Ching-Chiang-Klasse        | PG-603PG-605 PG-606 PG-607 PG-608 PG-609 PG-610 PG-611 PG-612 PG-614 PG-615 PG-616            | Ching Chiang (錦江)Tan Chiang (淡江) Hsin Chiang (新江) Feng Chiang (鳳江) Tzeng Chiang (曾江) Kao Chiang (高江) Jing Chiang (金江) Hsian Chiang (湘江) Tsi Chiang (資江) Po Chiang (鄱江) Chan Chiang (昌江) Chu Chiang (珠江) | 1994–20211999–2022 1999–2023 1999–2022 1999–2023 seit 1999 seit 2000 2000–2023 seit 2000                                 | Korvette                   |                            |
| Kuang-Hua-VI-Klasse        |                                                                                               | 31 Einheiten | | FK-Schnellboot             |                            |
| Tuo-Chiang-Klasse          | PGG-618PGG-619 PGG-620 PGG-621 PGG-623 PGG-625 PGG-626PGG-627 PGG-628 PGG-629 PGG-630 PGG-632 | Tuo Chiang (沱江艦)Ta Chiang (塔江艦) Fu Chiang (富江艦) Hsu Chiang (旭江艦) Wu Chiang (武江) An Chiang (安江) Wan Chiang (萬江艦)                                                                                              | seit 31. März 2015seit 9. September 2021 seit 19. Oktober 2023 seit 6. Februar 2024 seit 1. März 2024 seit 26. März 2024 | Korvette                   |                            |

## U-Boote
| U-Boote                                   | U-Boote         | U-Boote                                                       | U-Boote                           | U-Boote | U-Boote |
| Klasse                                    | Schiffe         | Schiffe                                                       | Schiffe                           | Typ     | Bild    |
| Klasse                                    | Kennung         | Name                                                          | Dienstzeit00                      | Typ     | Bild    |
| ----------------------------------------- | --------------- | ------------------------------------------------------------- | --------------------------------- | ------- | ------- |
| Hai-Shih-Klasse (Tench- und Balao-Klasse) | SS-791 0 SS-792 | Hai Shih (ex-USS Cutlass SS-478) Hai Bao (ex-USS Tusk SS-426) | seit April 1973 0 seit April 1973 |         |         |
| Hai-Lung-Klasse                           | SS-793 SS-794   | Hai Lung Hai Hu                                               | seit Oktober 1987 seit April 1988 |         |         |
| Hai-Kun-Klasse                            | SS-711          | Hai Kun (海鯤) weitere 7 geplant                              | Stapellauf am 28. September 2023  |         |         |

## Minenabwehrfahrzeuge
| Minenabwehrfahrzeuge | Minenabwehrfahrzeuge                                                                                            | Minenabwehrfahrzeuge | Minenabwehrfahrzeuge                          | Minenabwehrfahrzeuge | Minenabwehrfahrzeuge |
| Klasse               | Schiffe | Schiffe | Schiffe                                       | Typ                  | Bild                 |
| Klasse               | Kennung | Name | Dienstzeit00                                  | Typ                  | Bild                 |
| -------------------- | --- | --- | --------------------------------------------- | -------------------- | -------------------- |
| Zhen-Nan-Klasse      | | 12 Einheiten |                                               | Minensuchboot        | Beispielbild         |
| Yung-Feng-Klasse     | MSC-155 MSC-156 MSC-157 MSC-158 MSC-159 MSC-160 MSC-161 MSC-162 MSC-163 MSC-164 MSC-165 MSC-166 MSC-167 MSC-168 | Yung Ping (永平) Yung An (永安) Yung Nien (永年) Yung Chou (永川) Yung Hsin (永新) Yung Ju (永吉) Yung Lo (永樂) Yung Fu (永福) Yung Ching (永清) Yung Shan (永善) Yung Cheng (永城) Yung Chi (永濟) Yung Jen (永仁) Yung Sui (永綏) |                                               | Küsten-Minensuchboot | Beispielbild         |
| Yung-Ping-Klasse     | MHC-1301 MHC-1302 MHC-1303 MHC-1305                                                                             | Yung Feng (永豐) Yung Chia (永嘉) Yung Nien (永定) Yung Shun (永順) | seit Juli 1991                                | Minenjagdboot        |                      |
| Yung-Yang-Klasse     | MHC-1306 0 MHC-1307 0 MHC-1308 0 MHC-1309                                                                       | Yung Yang (永陽) (ex-USS Implicit MSO-455) Yung Tzu (永慈) (ex-USS Conquest MSO-488) Yung Ku (永固) (ex-USS Gallant MSO-489) Yung Teh (永德) (ex-USS Pledge MSO-492)                                                                 | 1994–2025 0 1995–2020 0 1994–2013 0 1995–2021 | Minenjagdboot        |                      |
| Yung-Jin-Klasse      | MHC-1310 0 MHC-1311                                                                                             | Yung Jin (永靖) (ex-USS Oriole MHC-55) Yung An (永安) (ex-USS Falcon MHC-59) | seit August 2012 0 seit August 2012           | Minenjagdboot        |                      |
| Min-Jiang-Klasse     | | FMLB-1 FMLB-2 FMLB-3 FMLB-5 |                                               | Minenleger           |                      |

## Kanonenboote
| Kanonenboote     | Kanonenboote | Kanonenboote                                           | Kanonenboote          | Kanonenboote     | Kanonenboote                               |
| Klasse           | Schiffe      | Schiffe                                                | Schiffe               | Typ              | Bild                                       |
| Klasse           | Kennung      | Name                                                   | Dienstzeit00          | Typ              | Bild                                       |
| ---------------- | ------------ | ------------------------------------------------------ | --------------------- | ---------------- | ------------------------------------------ |
| Tsingtau-Klasse  |              | Li-Sui (ex-Vaterland)                                  | 1917–1933             | Flusskanonenboot | Li-Sui noch als deutsche Vaterland         |
|                  |              | Li-Tsieh (ex-München ex-Otter)                         | 1917–1929             | Flusskanonenboot | Li-Tsieh noch als deutsche Otter           |
|                  |              | Fu Yu (ex-Pátria)                                      | 1931–1937             |                  | Fu Yu noch als portugiesische Pátria       |
|                  |              | Mai Yuan (ex-USS Tutuila PR-4)                         | 1942–1949             | Flusskanonenboot | Mai Yuan noch als US-amerikanische Tutuila |
| Atami-Klasse     |              | Yung Ping (永平) (ex-Atami) Yung An (永安) (ex-Futami) | 1945–1949 0 1945–1949 | Flusskanonenboot | Yung An noch als japanische Futami         |
| Hashidate-Klasse |              | Chang Chi (ex-Uji)                                     | 1945–1949             |                  | Chang Chi noch als japanische Uji          |

## Amphibische Schiffe

### Landungsschiffe
| Landungsschiffe | Landungsschiffe   | Landungsschiffe                                                                         | Landungsschiffe                           | Landungsschiffe      | Landungsschiffe |
| Klasse          | Schiffe           | Schiffe                                                                                 | Schiffe                                   | Typ                  | Bild            |
| Klasse          | Kennung           | Name                                                                                    | Dienstzeit00                              | Typ                  | Bild            |
| --------------- | ----------------- | --------------------------------------------------------------------------------------- | ----------------------------------------- | -------------------- | --------------- |
| Ashland-Klasse  | LSD-191           | Chung Cheng (中正) (ex-USS White Marsh LSD-8)                                           | 1960–1984                                 | Docklandungsschiff   | Beispielbild    |
| Zhen-Hai-Klasse | LSD-192 0 LSD-191 | Zhen Hai (鎮海) (ex-USS Fort Marion LSD-22) Chung Cheng (中正) (ex-USS Comstock LSD-19) | 1977–1999 0 1984–2012                     | Docklandungsschiff   | Beispielbild    |
| Hsu-Hai-Klasse  | LSD-193           | Hsu Hai (旭海) (ex-USS Pensacola LSD-38)                                                | seit Juni 2000                            | Docklandungsschiff   | Beispielbild    |
| Chung-Ho-Klasse | LST-232 0 LST-233 | Chung Ho (中和) (ex-USS Manitowoc LST-1180) Chung Ping (中平) (ex-USS Sumter LST-1181)  | seit September 2000 0 seit September 2000 | Panzerlandungsschiff | Beispielbild    |
| Yushan-Klasse   | LPD-1401          | Yushan (玉山)                                                                           | seit 19. Juni 2023                        | Docklandungsschiff   |                 |

### Landungsboote
| Landungsboote                      | Landungsboote | Landungsboote | Landungsboote                           | Landungsboote                | Landungsboote |
| Klasse                             | Schiffe | Schiffe | Schiffe                                 | Typ                          | Bild          |
| Klasse                             | Kennung | Name | Dienstzeit00                            | Typ                          | Bild          |
| ---------------------------------- | --- | --- | --------------------------------------- | ---------------------------- | ------------- |
| LCI(L)-Klasse (Lian-Zhu-Klasse)    | LCI-261 LCI-262 LCI-263 LCI-264 LCI-265 LCI-266 | Lián Zhū (聯珠) Lián Li (聯利) Lián Shen (聯勝) Lián Hua (聯錚) Lián Zhen (聯華) Lián Qiang (聯強) |                                         |                              |               |
| LCT Mk.VI-Klasse (Ho-Chun-Klasse)  | LCU-481 0 LCU-482 0 LCU-483 0 LCU-484 0 LCU-485 0 LCU-486 0 LCU-487 0 LCU-494 0 LCU-495 0 LCU-496 0 LCU-404 0 LCU-402 0 LCU-403 0 LCU-404 0 LCU-405 0 LCU-406 0 LCU-407 | Hé Qun (合群) (ex-USS LCT-892) Hé Zhong (合眾) (ex-USS LCT-1213) Hé Cheng (合城) (ex-USS LCT-1143) Hé Zhong (合忠) (ex-USS LCT-849) Hé Zhang (合彰) (ex-USS LCT-512) Hé Zhen (合貞) (ex-USS LCT-1145) Hé Zhi (合智) (ex-USS LCT-700) Hé Chun (合春) (ex-USS LCT-1225) Hé Yong (合永) (ex-USS LCT-1271) Hé Jian (合堅) (ex-USS LCT-1278) Hé Qi (合祺) (ex-USS LCT-1212) Hé Hui (合輝) (ex-USS LCT-1218) Hé Yao (合耀) (ex-USS LCT-1244) Hé Deng (合登) (ex-USS LCT-1367) Hé Feng (合風) (ex-USS LCT-1397) Hé Chao (合潮) (ex-USS LCT-1429) Hé Téng (合騰) (ex-USS LCT-1452) |                                         |                              |               |
| LCS(L)(3)-Klasse (Lian-Zhi-Klasse) | LCI-271 0 LCI-272 0 LCI-273 | Lian Zhi (聯智) (ex-USS LCS(L)-81) Lian Ren (聯仁) (ex-USS LCS(L)-56) Lian Yong (聯勇) (ex-USS LCS(L)-95) | 1954–1971 0 1954–1971 0 1954–1971       | Landungsunterstützungsschiff | Beispielbild  |
| Ho-Shan-Klasse                     | LCU-488 LCU-489 LCU-490 LCU-491 LCU-492 LCU-493 | Ho Shan (合山) Ho Chuan (合川) Ho Seng (合昇) Ho Meng (合恒) Ho Mou (合茂) Ho Shou (合壽) | seit März 1955 1955–1996 seit März 1955 |                              |               |
| He-Cheng-Klasse                    | LCU-497 LCU-498 LCU-481 LCU-489 LCU-406 | He Cheng (合城) He Gong (合功) He Qun (合群) He Chuan (合川) He Chao (合潮) | seit 1979 seit 1996 seit 29. Mai 1997   |                              |               |

## Hilfsschiffe und sonstige Einheiten

### Versorgungsschiffe
| Versorgungsschiffe | Versorgungsschiffe | Versorgungsschiffe | Versorgungsschiffe | Versorgungsschiffe      | Versorgungsschiffe |
| Klasse             | Schiffe            | Schiffe            | Schiffe            | Typ                     | Bild               |
| Klasse             | Kennung            | Name               | Dienstzeit00       | Typ                     | Bild               |
| ------------------ | ------------------ | ------------------ | ------------------ | ----------------------- | ------------------ |
|                    | AOE-530            | Wu Yi (武夷)       | seit 1990          | Flottentanker           |                    |
|                    | AOE-532            | Pan Shi            | seit Januar 2015   | Einsatzgruppenversorger |                    |

### Forschungsschiffe
| Forschungsschiffe | Forschungsschiffe | Forschungsschiffe | Forschungsschiffe | Forschungsschiffe                             | Forschungsschiffe |
| Klasse            | Schiffe           | Schiffe           | Schiffe           | Typ                                           | Bild              |
| Klasse            | Kennung           | Name              | Dienstzeit00      | Typ                                           | Bild              |
| ----------------- | ----------------- | ----------------- | ----------------- | --------------------------------------------- | ----------------- |
|                   | AGS-1601          | Ta Kuan           | seit 1995         | hydro- und ozeanographisches Forschungsschiff |                   |

### Bergungsschiffe
| Bergungsschiffe | Bergungsschiffe | Bergungsschiffe | Bergungsschiffe | Bergungsschiffe           | Bergungsschiffe |
| Klasse          | Schiffe         | Schiffe         | Schiffe         | Typ                       | Bild            |
| Klasse          | Kennung         | Name            | Dienstzeit00    | Typ                       | Bild            |
| --------------- | --------------- | --------------- | --------------- | ------------------------- | --------------- |
|                 | ASR-571         | Da Wu (大武)    | seit 2024       | Hilfs- und Bergungsschiff |                 |